# Furth im Wald
Furth im Wald là một đô thị tại huyện Cham, bang Bayern, Đức, gần biên giới với Cộng hòa Séc. Đô thị này tọa lạc tại rừng Bayern, 16 km về phía đông bắc của Cham, và 17 km về phía tây nam của Domažlice.